# Murraya
Murraya és un gènere de plantes amb flor de la família de les Rutàcies.

## Característiques
De les espècies d'aquest gènere, junt amb els gèneres Clausena i Glycosmis s'obté certs alcaloide, el carbazoli cumarines.
El nou alcaloide yuehchukene es va trobar a M. paniculata, i des de llavors s'ha aïllat d'altres Murraya.
Algunes de les espècies s'utilitzen en la medicina tradicional de diverses cultures i l'arbre de la fulla de curri (M. koenigii) és l'espècie més coneguda a l'Índia del sud on es preparen curris i altres plats amb les fulles.

## Taxonomia
N'hi ha 12 espècies, cal destacar:
- Murraya alata Drake
- Murraya koenigii (L.) Sprengel - Arbre de la fulla de curri
- Murraya ovatifoliolata (Engl.) Domin
- Murraya paniculata (L.) Jack - Gessamí taronja
- Murraya stenocarpa (Drake) Swingle